# Ificrate
Ificrate del demo di Ramnunte (in greco antico: Ιφικράτης?, Iphikràtes; Atene, 418 a.C. – Tracia, 353 a.C.) è stato un generale ateniese, famoso per i successi militari che ottenne usando dei peltasti.

## Biografia

### Guerra di Corinto
Nulla è noto della sua infanzia salvo il fatto che suo padre era calzolaio e si chiamava Timoteo.
Anche se non si hanno prove certe, è probabile che abbia combattuto nella Battaglia di Cnido e che in seguito, quando aveva solo 25 anni, abbia ricevuto il comando delle truppe inviate in rinforzo dagli Ateniesi ai Tebani dopo la battaglia di Coronea.
Nel 393 a.C. è generale di una forza di mercenari al servizio di Atene stanziata a Corinto ed in questa veste prese parte alla battaglia del Lecheo, uno dei porti di Corinto, che era caduto sotto il controllo spartano da quando lo stratego Prassita, chiamato dalla fazione oligarchica, entrò nella città e sconfisse le truppe beote, argive e ateniesi che, invece, appoggiavano la fazione democratica.

Lecheo era l'antico porto di Corinto che si affacciava sul Golfo di Corinto.

Ificrate, consapevole della maggiore esperienza delle truppe spartane in campo aperto, decise di adottare una tattica diversa basata su incursioni continue e pressanti allo scopo di sfinire l'avversario. Tale tattica, tuttavia, richiedeva l'impiego di un corpo di fanteria più
mobile degli opliti tradizionali e pertanto Ificrate sostituì l'armatura completa in bronzo e lo scudo lungo con una corazza in lino ed uno scudo più maneggevole ed armò tale unità con una lancia più lunga e giavellotti.
Con queste truppe, chiamati peltasti (πελτασταί), Ificrate invase il territorio di Fliunte inducendo un reggimento spartano (mora) di 600 uomini ad accorrervi e, approfittando del fatto che gli Spartani procedevano senza il supporto di cavalleria e truppe leggere di sostegno, nei pressi del Lecheo, li attaccò con i giavellotti.
Allora, il comandante spartano ordinò ad alcuni dei suoi uomini di caricare gli Ateniesi ma senza esito poiché i peltasti, privi dell'armatura pesante, potevano fuggire più velocemente degli opliti per poi voltarsi e lanciare giavellotti sul nemico, infliggendogli così forti perdite. Tale tattica, ripetuta per numerose volte con simili risultati, spinse gli spartani a ritirarsi su una collina per attendere rinforzi che, però, furono ostacolati dagli opliti ateniesi guidati da Callia.
La battaglia del Lecheo costò agli spartani 250 uomini su 600 ed indusse Agesilao II a tornare a Sparta.
Nei mesi successivi alla partenza di Agesilao Ificrate annullò molti dei progressi che gli Spartani avevano fatto nei pressi di Corinto, recuperando Sidus, Crommione ed Oenoe riducendo il controllo spartano alla sola roccaforte del Lecheo.
Tuttavia, nonostante la vittoria, Ificrate fu rimosso dal comando a seguito delle forti pressioni degli Argivi che mal tolleravano l'influenza ateniese su Corinto e fu sostituito da Cabria.
Nel 389 a.C. Ificrate fu quindi inviato da Atene nell'Ellesponto ove, sebbene fosse riuscito a sconfiggere Anassibio, non poté prevalere contro Antalcida. Tenne il comando fino alla fine della guerra, avvenuta due anni dopo.

### Tracia ed Egitto
Dopo i successi ateniesi, Ifìcrate si mise al servizio di Seute II, re degli Odrisi e del suo successore Cotys I il quale, per consolidare il proprio potere, concesse la figlia in matrimonio ad Ificrate.
Ificrate rimase in Tracia fino al 377 a.C. quando gli Ateniesi decisero, su pressante sollecitazione di Farnabazo II, di metterlo a capo del contingente di ventimila mercenari greci che avrebbe dovuto cooperare con le truppe persiane, guidate dallo stesso Farnabazo, nella campagna di riconquista dell'Egitto, guidato da Nectanebo I.
Dopo quattro anni di preparazione e di piccole scaramucce, l'esercito persiano penetrò nel territorio egiziano fino ad arrivare a poca distanza dalla capitale Menfi ma, a quel punto, scoppiò un forte dissidio tra Ificrate ed i comandanti persiani i quali non volevano impegnare il contingente in un pericoloso assalto alla capitale nemica.
Ciò provocò una stagnazione delle operazioni militari che furono definitivamente interrotte con le piene del Nilo che, tagliando i rifornimenti, sancirono il fallimento completo della spedizione. A tal punto, Ificrate, memore del destino di Conone e timoroso per la propria sicurezza, fuggì ad Atene inseguito dai messi di Farnabazo che lo denunziarono agli Ateniesi senza che però questi condannassero il generale.

### Guerra beotica
In effetti, si può dire che l'esito della spedizione in Egitto non oscurò la fama di Ificrate che, tra il 373 ed il 372 a.C., ottenne dagli Ateniesi il comando, insieme a Callistrato e Cabria, di una spedizione contro l'isola di Corcira, all'epoca alleata di Sparta.
In tale spedizione, tuttavia, fece mostra di una certa temerarietà dal momento che indusse gli ateniesi ad affidargli l'intera marina militare per la spedizione, anche per il non eccelso stato degli equipaggi, inesperti e non coesi. In ogni caso, conquistata l'isola di Cefallenia, sbarcò a Corcira dove sconfisse i peloponnesiaci e respinse l'esercito che Dionigi I di Siracusa aveva inviato in appoggio agli Spartani. Rimase a Corcira fino al 371 a.C. quando fu nuovamente chiamato ad Atene.
Quando, nel 369 a.C., Epaminonda invase il Peloponneso, gli Ateniesi, timorosi che all'egemonia spartana potesse succedere quella tebana, inviarono Ificrate affinché ostacolasse la marcia delle truppe tebane che, tuttavia, poterono fare ritorno in patria senza subire alcun danno.
Due anni dopo, Ificrate ottenne il comando di una piccola forza militare contro la città di Anfipoli e ben presto fu invischiato nelle lotte di potere che travagliavano il Regno di Macedonia: infatti, la regina Euridice, vedova di Aminta III, chiese l'intervento di Ificrate per consolidare il trono del figlio, Alessandro II, mentre il reggente, Tolomeo di Aloro, appoggiava le pretese di Anfipoli contro Ificrate ed Euridice.
In un primo momento, anche per l'aiuto tebano offerto a Tolomeo, prevalse costui che poté sbarazzarsi di Alessandro II e sostituirlo con il fratello minore Perdicca III. Tuttavia, dopo tre anni di scontri, Perdicca, stancatosi della tutela di Tolomeo, lo eliminò e tolse ogni appoggio ad Anfipoli che, priva di alleati, si arrese ed inviò ostaggi ad Atene mentre Ificrate veniva richiamato in patria lasciando gli incarichi a Timoteo.

### Guerra sociale
Dopo alcuni anni di inattività, forse trascorsi in Tracia presso il suocero, nel 358 a.C., Ifìcrate affiancò Carete e Timoteo come stratega nella guerra sociale contro i confederati di Atene.
Dopo la morte di Cabria, gli Ateniesi nominarono come comandanti supremi Ificrate, suo figlio Menesteo, Timoteo, Carete.
A seguito della ribellione di Bisanzio, Menesteo decise di radunare le flotte presso l'isola di Samo e inviò la comunicazione anche agli altri colleghi che, tuttavia, sorpresi da una tempesta e memori di ciò che era accaduto alle Arginuse, decisero di attendere il bel tempo. Carete, al contrario, decise di proseguire ma, sorpreso dai nemici presso Embata, subì una cocente disfatta.
Per discolparsi Carete accusò di codardia Ificrate, Menesteo e Timoteo. Ificrate, per salvare il figlio, si assunse la piena responsabilità dell'azione e, grazie all'aiuto di Lisia, si difese con tale perizia che venne prosciolto da ogni accusa mentre Timoteo fu condannato, nel 354 a.C., a pagare una forte ammenda.
Dopo il processo Ificrate visse tranquillamente ad Atene. Non è nota la data del decesso ma Demostene, nella Contro Midia, datata 348 a.C., si riferisce a lui come se non fosse in vita; convenzionalmente si riporta come anno di morte il 353 a.C..

## Giudizio
La fama di Ificrate fu ed è tuttora legata alle importanti innovazioni da lui introdotte nell'armamento della fanteria oplitica che, dopo una prima sperimentazione nella Battaglia del Lecheo, furono definitivamente approntate al suo ritorno dalle spedizioni in Egitto per conto dell'Impero Persiano. In merito, così si espresse lo storico Diodoro Siculo:
(Diodoro Siculo, XV, 44.1-3)